# Климушин, Павел Никифорович
Климушин Павел Никифорович (1922, с. Кремлево, Рязанская область, СССР — 2009) — советский, российский скульптор-анималист. В 1946 г. окончил МИПИДИ (Московский институт прикладного и декоративного искусства). Преподавал в МИПИДИ, МВХПУ (б. Строгановское). Член Союза художников СССР.
Автор более 2000 скульптурных произведений: станковая скульптура, монументальная скульптура. Работал, в основном, как скульптор-анималист. Являлся учеником известного скульптора-анималиста Ватагина В.А. После окончания института его взял работать к себе резчиком по дереву скульптор Коненков С.Т., что оказало заметное влияние на его дальнейшее творчество. Любимым материалом скульптора стало дерево. Как скульптор принимал участие в оформлении павильонов ВСХВ (ВДНХ) в 1950-е гг. Оформил профессорскую столовую МГУ. Выполнял парковую скульптуру во многих городах СССР.

## Биография
Павел Климушин родился 16 августа 1922 года в селе Кремлево, Рязанская область, в крепкой крестьянской семье. В 1934 году его семья переехала в город Кашира Московской области. На юного Павла и его брата Михаила оказал влияние художник Семенов Ю. П., который был учителем рисования в школе.
Братья сдали экзамены в МИПИДИ, оба поступили, но старшего брата забрали в армию. Павел Климушин продолжил обучение в институте. Его преподавателями были такие мастера, как Дейнека А.А., Фаворский В.А. В 1946 г. Павел Климушин окончил МИПИДИ (Московский институт прикладного и декоративного искусства) с отличием. Дипломная работа из дерева «Богатырь» 1946 г., руководитель Ланге Б. Н., долгое время украшала интерьер парадной лестницы института.
В 1946 г. остался работать в МИПИДИ в качестве преподавателя. Известный скульптор Коненков С.Т. взял к себе резчиком по дереву в мастерскую, что повлияло на его дальнейшее творчество. Особое умение скульптора — соединение природной формы дерева и замысла в единое целое. Государственный Дарвиновский музей в своей коллекции хранит пример подобного соединения. Скульптура «Лесная быль». Филин, поймавший зайца.
Как скульптор принимал участие в оформлении павильонов «Сибирь», «Звероводство» и Павильон № 38 «Рыболовство» на ВДНХ в 1950-е гг.
В 1950-х гг. оформил профессорскую столовую МГУ (в Главном здании) — резная декоративная решетка из дерева. Его работы были размещены в парках и на стадионах по всему СССР.
Начиная с 1947 года его работы экспонировались в различных государственных и частных собраниях СССР, России и зарубежья: Чехословакия, Польша, ГДР, Венгрия и др.
Скульптор умер в 2009 г. и похоронен в г. Кашира.

## Семья
- Супруга — Климушина Зоя Савельевна (1922—2018), скульптор, Член Союза художников СССР, Член МСХ
- Брат — Климушин Михаил Никифорович (1919—1994), скульптор, Член Союза художников России, Член МСХ
- Климушина (Грицук) Мария Трофимовна (1923—2017), скульптор, Член Союза художников России, Член МСХ
- Дочь — Климушина Ольга Павловна (род. 1958), скульптор, Член Союза художников России, Член МСХ

## Творчество

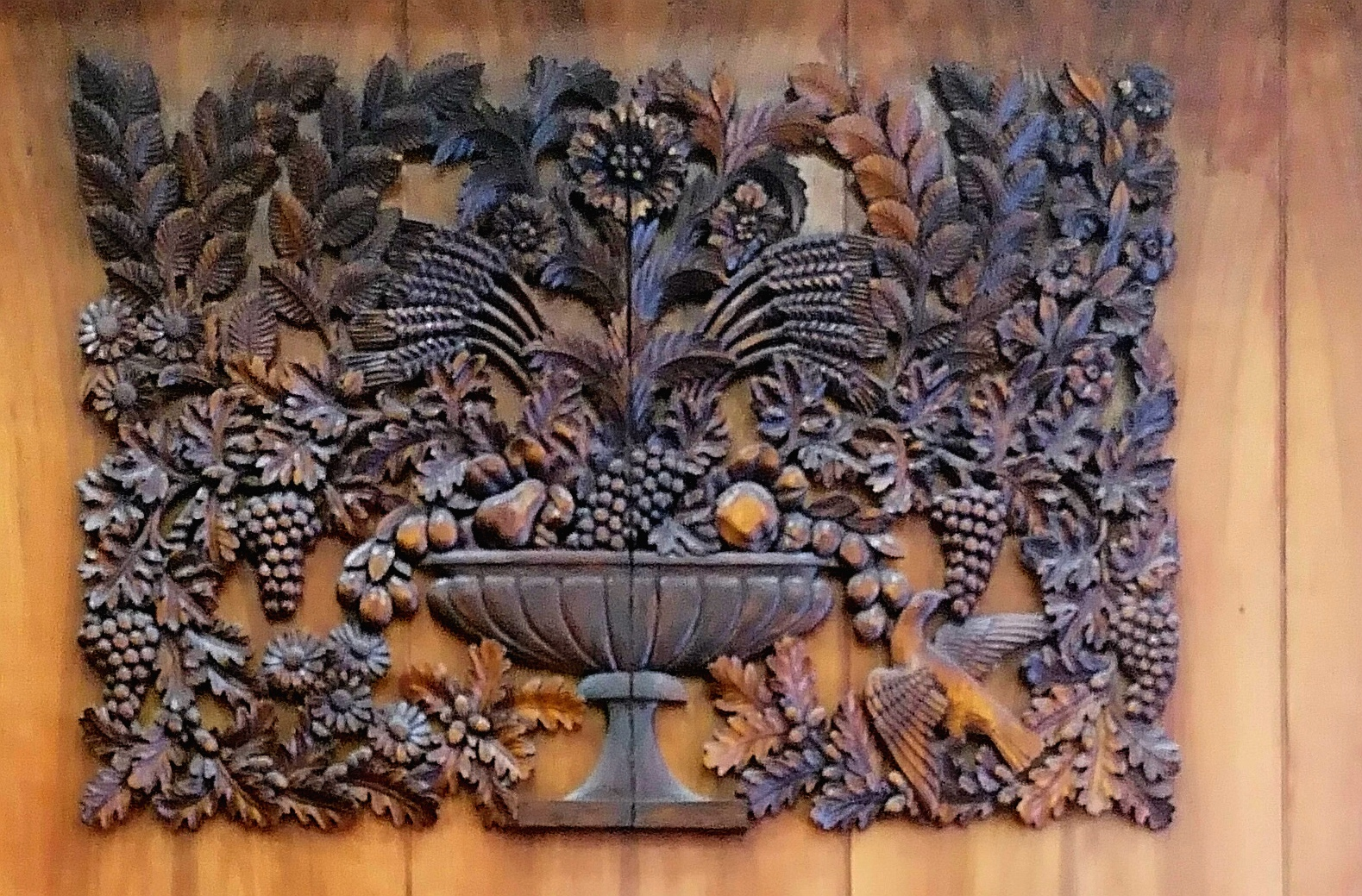
Фрагмент оформления профессорской столовой МГУ

Среди наиболее известных скульптурных работ матера следует выделить:
- Скульптура «Лесная быль». Филин, поймавший зайца. Государственный Дарвиновский музей. 1975 г.[1]
- Скульптура «Мое поколение». Каширский краеведческий музей. 1985—1997 гг.[5]
- Скульптура «Низкий старт». Частное собрание. 1948 г.[6]
- Скульптура «Богатырь». 1947 г.[7]
- Скульптура «Раненый командир». Частное собрание. 1943 г.[8]